# Минамитори
Минамитори (яп. 南鳥島 минамитори-сима) — изолированный остров-атолл в северо-западной части Тихого океана. Площадь — 1,2 км². Ранее включался в состав архипелага Ансона. Административно входит в округ Огасавара в составе префектуры Токио.

## География

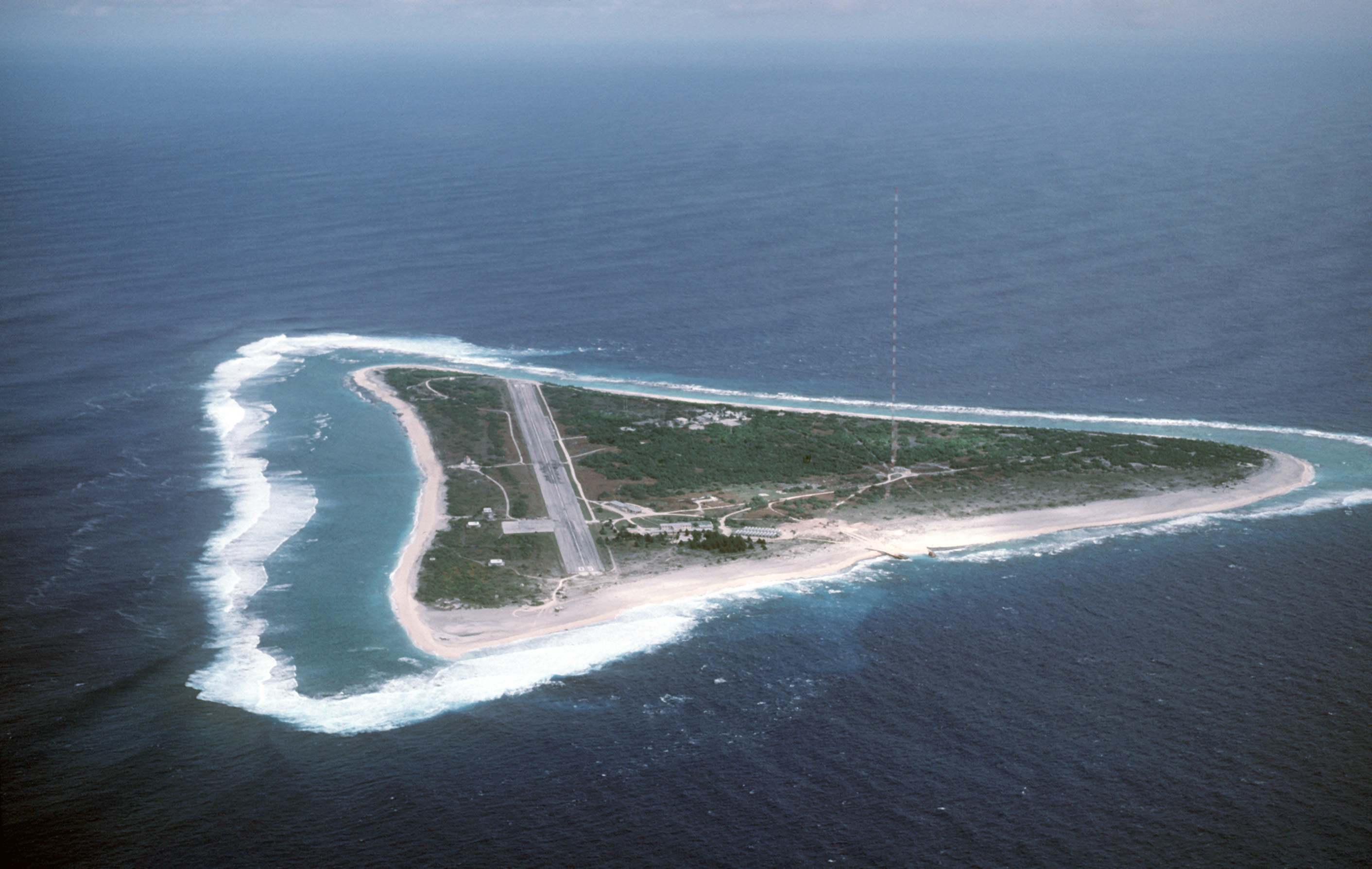
Вид острова с воздуха

Это самый восточный из принадлежащих Японии островов. Находится в 1848 км к юго-востоку от Токио и в 1267 км к востоку от ближайшего японского острова. Является также самой восточной территорией Токио, будучи административно частью Огасавары. Ближайшая суша — остров Фаральон-де-Пахарос в Марианском архипелаге — удалена на 1021 км. Несмотря на небольшой размер, имеет крайнюю стратегическую значимость, так как позволяет Японии требовать 428 875 км² в окружающих водах.

## История
Впервые остров в данном районе был обнаружен и упомянут капитаном манильского галеона Арриолой в 1694 году. Его точное местоположение оставалось неучтённым вплоть до середины XIX века.
Расположение острова было зафиксировано американским исследовательским судном в 1874 году, а через пять лет на нём впервые высадился японец. Японская империя официально аннексировала остров 24 июля 1898 года. В 1935 году Императорский флот Японии установил здесь метеорологическую станцию и построил ВПП.
Во время Второй мировой войны остров защищали около 4000 японских солдат.
По итогам войны вместе с остальными Бонинскими островами передан под контроль США. В 1964 Береговая охрана США разместила на острове передатчик навигационной системы LORAN, существовавший до 2009 года.
Возвращён под юрисдикцию Японии в 1968 году.

## Промышленный потенциал
В 2012 году группа японских учёных заявила об обнаружении в районе острова зоны аномального накопления редкоземельных металлов в верхних слоях илов (3-8 м от дна моря) на глубине 5600-5800 м. По крайне предварительным оценкам ресурсы редкоземельных металлов совместно с иттрием оценены в 6,8 млн тонн. Этого количества достаточно для удовлетворения потребностей Японии на ближайшие 200 лет. Иттрия для удовлетворения мирового спроса хватит на 780 лет, диспрозия — на 730 лет, европия — на 620 лет, тербия — на 420 лет.